# 中國石油化學工業開發
中國石油化學工業開發股份有限公司，簡稱中石化，是台灣一家石油化學公司，產品以樹酯、工程塑膠、人造纖維、己內醯胺、硫酸、醋酸等石化製品為主。為台灣唯一己內醯胺(CPL)生產製造廠家，為全球前五大尼龍6原料製造供應商，總部設於高雄市大社區，在苗栗縣頭份市、高雄市大社區及小港區設有三座主工廠。

此公司以往曾是中華民國經濟部所屬的國營事業，目前為民營企業、威京總部集團成員公司。

## 公司沿革
- 1983年奉政府令合併台南市安順廠的除污事宜。
- 1991年，在台灣證券交易所股票上市。
- 1994年，民營化，成為威京總部集團成員公司。
- 2011年4月小港廠己內醯胺擴產計畫試車完成。
- 2012年4月小港廠酚酮工場試車完成。
- 2012年6月大社廠丙烯腈設備擴產計畫試車完成。
- 2012年10月頭份廠己內醯胺擴產計畫試車完成。
- 2015年8月頭份廠酚酮工場試車完成。
- 2016年6月頭份廠新產線年產己內醯胺十萬噸正式開工生產。
- 2016年7月總公司遷址至高雄市大社區經建路一號。
- 2016年11月小港廠取得經濟部工業局清潔生產認證證書。
- 2017年4月大社廠取得經濟部工業局清潔生產認證證書。
- 2017年10月頭份廠取得經濟部工業局清潔生產認證證書。
- 2017年11月榮獲2017第十屆「TCSA台灣企業永續獎」-傳統製造業組 TOP50 報告金獎。
- 2017年11月榮獲2017 BSI英國標準協會國際標準管理年會「永續實踐獎」。
- 2018年3月大社廠新控制室大樓獲得「綠建築鑽石級」認證 。
- 2018年7月頭份廠尼龍粒工場獲得「綠建築銀級」認證 。
- 2018年9月大社廠取得工業局所頒發「綠色工廠標章」 。
- 2018年9月頭份廠取得工業局所頒發「綠色工廠標章」 。
- 2018年10月頭份廠取得ISO 14046 水足跡查證聲明書 。
- 2018年11月榮獲2018第十一屆「TCSA台灣企業永續獎」-傳統製造業TOP50 報告白金獎。

## 社會回饋
「與在地共生共榮的社區經營」一直是中石化社會關懷的核心。秉持著「取之於社會，用之於社會」的初衷，我們以營業據點為核心出發，並且納入「石化專業教育」、「偏鄉學童關懷」與「長者關懷」三軸線，希望透過實際行動關懷金字塔兩端的族群，並用專業灌溉金字塔青壯族群，打造出專屬於中石化的社會公益策略。
中石化社會公益進行方式有二，其一是由台北辦公室企業關係組規劃季度大型CSR活動，推動關懷弱勢學童與陪伴長輩之公益活動，以「送愛到偏鄉」為主題舉辦一系列公益活動，並且將認識化工、環境共生、節能減碳等環保教育議題融入到公益活動中；其二為廠區呼應周遭鄰里需求 或響應主管機關號召的CSR活動。在資源投入方面，中石化每年持續編列預算投入公益敦鄰及地方活動參與，除了財務外，亦持續完善志工制度，邀請公司同仁加入志工行列。2018年四個季度的CSR活動共有331名志工同仁共同響應，一同創造共好社會。

## 外部連結
- 中石化（页面存档备份，存于）
- 威京集團（页面存档备份，存于）